# 曼殊院本源氏物語
曼殊院本源氏物語（まんじゅいんほんげんじものがたり）は、源氏物語の写本の一つ。現在京都の曼殊院に所蔵されているためにこの名称で呼ばれる。

## 概要
河内本、中でも耕雲本系統の本文を持つ写本として比較的古くから知られている写本である。蓬生・関屋・薄雲の三帖のみが現存する零本ではあるが、耕雲の自筆本とされ重要視されてきた。ただし本写本は耕雲本の特徴とされる跋歌も奥書も有するものの、跋歌も奥書も本文とは別筆である点に注意を要するとされる。旧国宝・現重要文化財に指定されている。耕雲による注記の書き込みがあり、注記は河海抄に近い内容をもつ。なお、近年になって東洋大学図書館の所蔵となっている少女巻の一部分と玉鬘巻の一部分のみが合冊されている写本がこの曼殊院本の僚巻である可能性が指摘されている。東洋大学本源氏物語#少女巻及び玉鬘巻を参照。

## 校本への採用
『校異源氏物語』及び『源氏物語大成校異編』に写本記号「曼」、「畊雲筆写　曼殊院蔵」として蓬生・関屋・薄雲の三帖ともが採用されている。また『河内本源氏物語校異集成』にも写本記号「曼」、「曼殊院本　曼殊院蔵　（蓬生・関屋・薄雲）」として三帖の校異が採られている。

## その他の曼殊院本
曼殊院には上記の写本の他に、青表紙本系統の本文を持ち伏見院筆と伝えられる橋姫一帖のみの零本があり、『新編日本古典文学全集源氏物語』（小学館）に写本記号「曼」、「曼殊院所蔵伝伏見院筆写本一帖（橋姫）」として採用されている。